# Acétoacétyl-CoA réductase
L'acétoacétyl-CoA réductase est une oxydoréductase qui catalyse la réaction :
(R)-3-hydroxyacyl-CoA + NADP+  {\displaystyle \rightleftharpoons }  3-oxoacyl-CoA + NADPH + H+.
Cette enzyme intervient dans le métabolisme du butyrate CH3CH2CH2COO−.